# Christoph von Fürer-Haimendorf

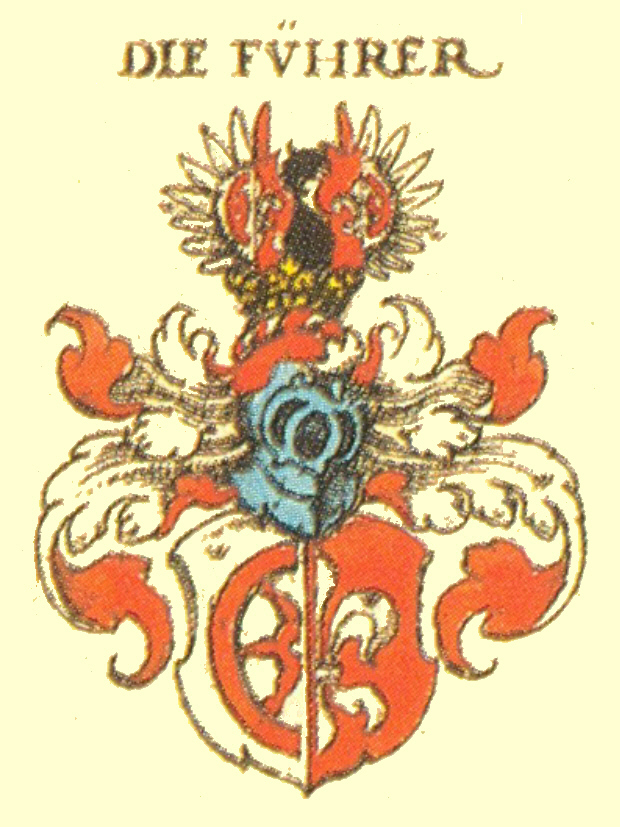
Armes de la família Fürer-Haimendorf

Christoph von Fürer-Haimendorf (1909, Viena, Imperi austrohongarès - 1995, Londres) fou un etnòleg d'origen austríac. Al llarg de quaranta anys, von Fürer-Haimendorf va fer una grana tasca etnogràfica sobre certs pobles de la part central i oriental de l'Himàlaia i la part centroseptentrional de l'Índia del Sud.

## Biografia
Nascut en una antiga família aristocràtica, el jove Cristoph va desenvolupar un gran interès per les cultures de l'Índia, havent llegit Rabindranath Tagore ja quan era jove.
Va estudiar antropologia i arqueologia a Viena i va fer el seu primer treball sobre el terreny a les muntanyes Naga, l'actual Nagaland a l'Índia del nord-est.
Després de fer la seva tesi, von Fürer-Haimendorf va viatjar a Londres per prendre contacte amb antropòlegs famosos, com Bronislaw Malinowski. El 1936, va retornar a l'Índia i va començar a treballar entre els nagas i va fer grans amics entre l'administració del Raj britànic. Després de només cinc mesos de grans esforços, Cristoph va aprendre la llengua naga prou bé per no necessitar un intèrpret. Des de llavors, Haimendorf va propugnar l'extrema importància d'aprendre molt bé una llengua per poder fer estudis competents d'etnologia.
El 1938, von Fürer-Haimendorf es va casar amb Betty Barnado, companya de feina. Va només fer una breu visita a Europa i va retornar; així, quan va esclatar la Segona Guerra Mundial, es va trobar amb un passaport del Tercer Reich dins de territori britànic. Les autoritats el varen arrestar, tot i que amb molta cortesia i pena, ja que eren bons amics d'ell, i el varen confinar al sud de l'Índia, a l'estat de Hyderabad. En aquella zona, gaudí d'una gran llibertat i va fer alguns dels seus millors estudis entre els txentxus, reddis i els Raj Gonds de l'actual Andhra Pradesh. Gràcies a les seves amistats, que varen veure que era digne de confiança, von Fürer-Haimendorf va obtenir una posició en l'administració de la frontera del nord-est (North East Frontier Agency) i pogué retornar a l'Índia del nord-est. En eixa zona, va estudiar els apatanis durant els anys 1944-45, quan encara hi havia tensions a causa de l'ocupació japonesa de Birmània.
En acabar la guerra, von Fürer-Haimendorf va ser nomenat conseller de grups tribals del nizam de l'estat de Hyderabad i va retornar a l'Índia del Sud, on va continuar fent treball etnogràfic mentre exercia les seves funcions administratives. El 1953, quan es va obrir al món el Regne de Nepal, Cristoph va aprofitar l'ocasió i va visitar aquell país tan poc conegut en aquells temps i va ser el primer antropòleg estranger que va obtindre permís per fer recerques sobre els pobles del Nepal.
Durant la seva vellesa, va viure a Londres, on era professor d'antropologia en l'Escola d'Estudis Orientals i Africans (School of Oriental and African Studies). El 1987, arran de la mort de la seva dona, Betty, va patir una forta depressió unida a un empitjorament de la seva condició física i no es va recuperar. Christoph von Fürer-Haimendorf va ser enterrat a Londres.

## Obres
Von Fürer-Haimendorf va escriure més de 3.650 pàgines de notes etnogràfiques. També va fer més de 10.000 fotografies i més de 100 hores de filmacions en 16 mm, documentant la vida de cultures poc conegudes que es trobaven a punt de desaparèixer o de canviar profundament. Les seves obres més importants són:
- Obres escrites:
  - The Chenchus (1943)
  - The Reddis of the Bison Hills (1945)
  - The Raj Gonds of Adilibad (1948)
  - Morals and merit (1967)[3]
  - The Sherpas of Nepal (1964)
  - The Bagoria Bhil (1964)[4]
  - The Konyak Nagas (1969)
  - Return to the naked Nagas: an anthropologist's view of Nagaland 1936–1970 (1976)
  - The tribes of India: struggle for survival (1982)
- Filmacions:
  - The land of the Gurkhas (1957)
  - The land of Dolpo (1962)